# Geophon

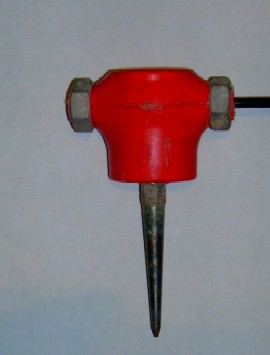
Ein Geophon

Als Geophone bezeichnet man elektro-mechanische Wandler, die Bodenschwingungen in analoge Spannungssignale umwandeln.

## Anwendung

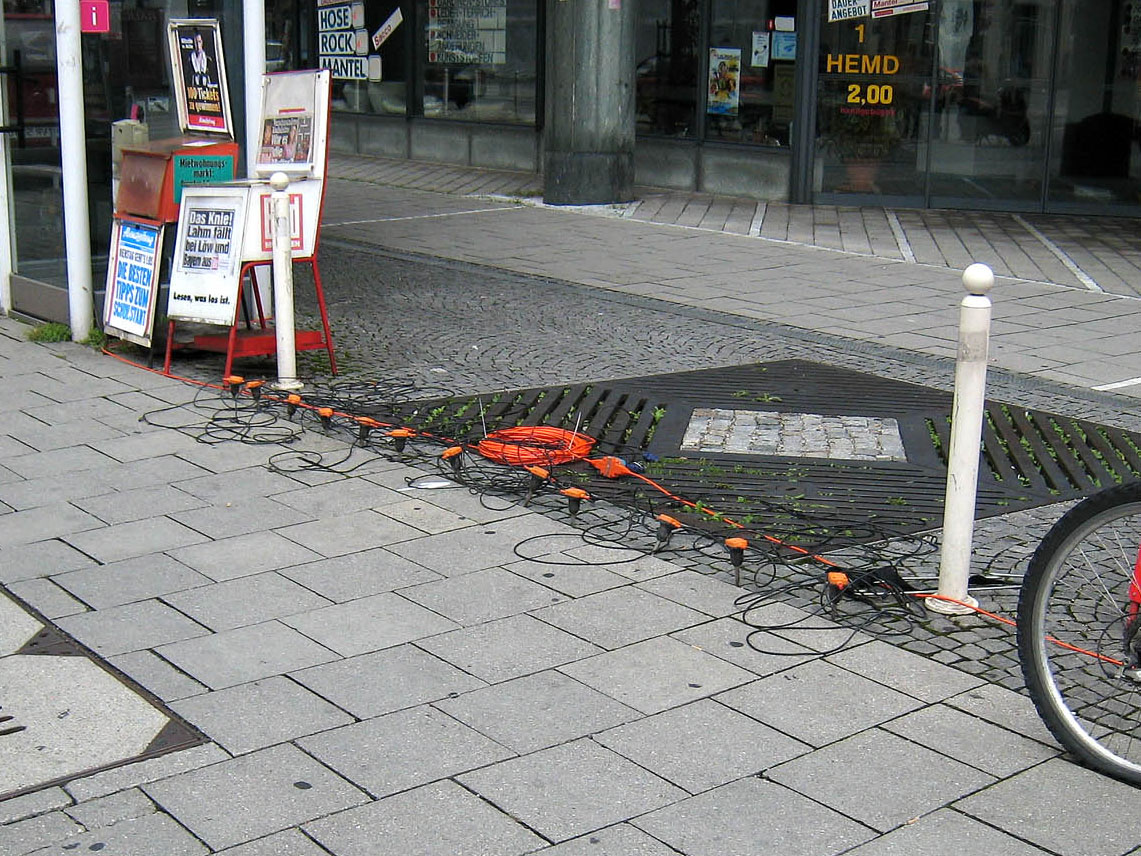
Geophone im urbanen Gelände

Sie werden angewendet im Bergbau zur Lagerstättensuche mittels Vibroseismik, zum Aufspüren von Bruchstellen in Wasserdruckleitungen durch Abhören, sowie in der Bautechnik zur Baugrunduntersuchung (Vibroseismik). Die Stadt München verlegte ab 2015 Geophone zur Bestimmung eines Standorts für eine neue Geothermieanlage.

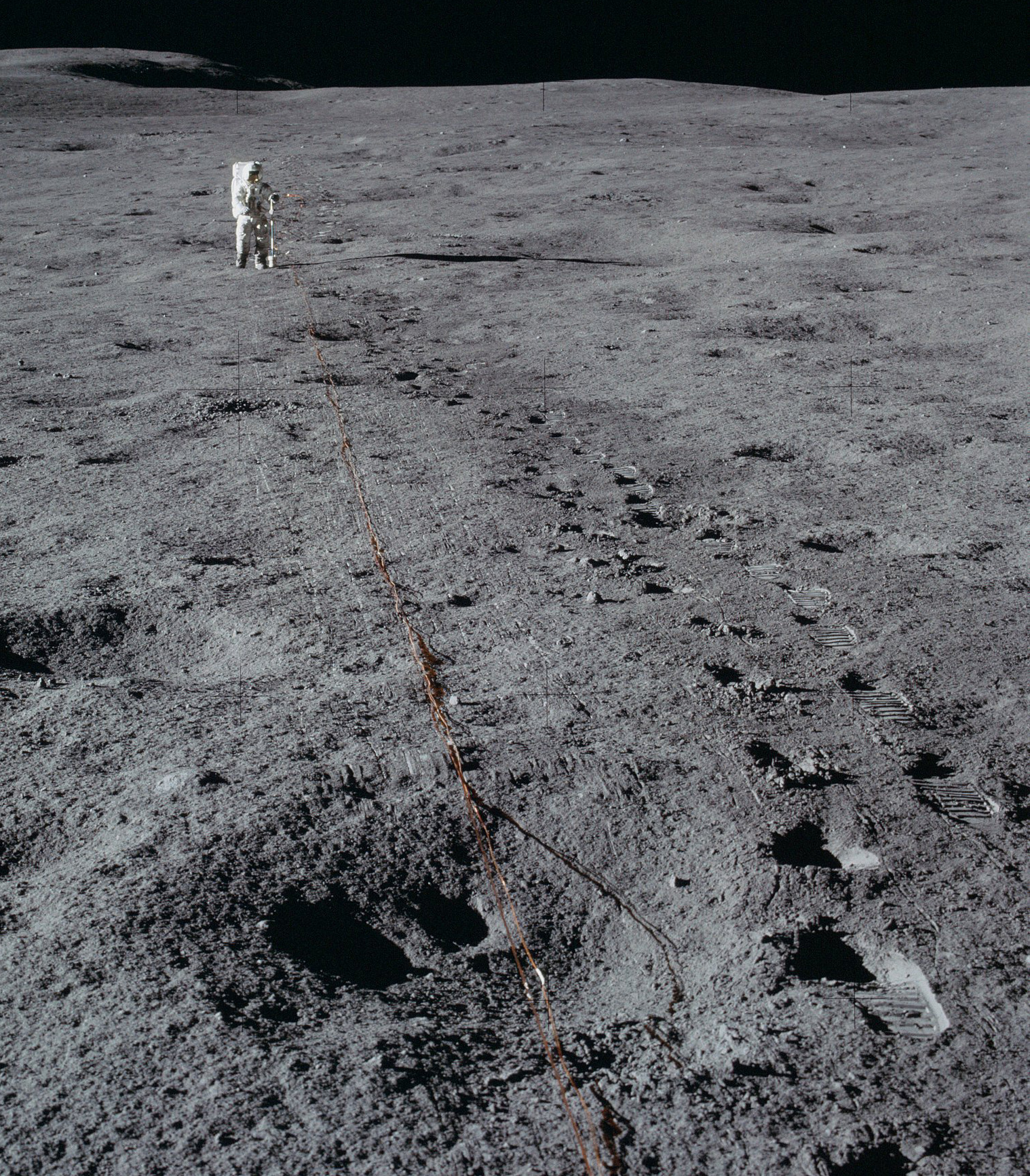
Edgar Mitchell mit einem Geophone während Apollo 14

Geophone werden auch in Erdbebengebieten zur Ortung von Überlebenden in eingestürzten Häusern verwendet.

## Aufbau
Geophone bestehen im Wesentlichen aus einer Spule und einem Permanentmagneten, die durch eine Feder gekoppelt sind. Eine Bodenbewegung führt zu einer Relativbewegung zwischen Spule und Magnet. Proportional zur Geschwindigkeit dieser Relativbewegung wird in der Spule eine Spannung induziert.

## Abgrenzung zu Seismometern
Geophone ähneln in ihrem Aufbau den Seismometern und werden ebenfalls zur Registrierung der refraktierten bzw. reflektierten Wellen in der Seismik verwendet. Früher gab es deutliche Unterschiede zwischen Geophonen und Seismometern. Im Vergleich zu klassischen Geophonen eignen sich Seismometer besser für die Erkennung extrem kleiner Bodenbewegungen, da sie ein größeres Frequenzband abdecken, einschließlich des Frequenzbereichs unterhalb ihrer Eigenfrequenz, normalerweise von 0,01 bis 50 Hz. Bei herkömmlichen Geophonen liegt das Frequenzband im Bereich von 1–15 Hz. Sie sind billiger als Seismometer und werden daher eher in Arrays zur großflächigen Erfassung mit besserer Spezialauflösung eingesetzt. Mit der Entwicklung neuer Technologien konnte aber auch die Frequenzabdeckung in kompakten Geräten deutlich vergrößert werden, sodass Geophone inzwischen Frequenzbänder von 0 bis 500 Hz abdecken können und die Grenzen zwischen Geophonen und Seismometern verschwimmen.

## Kennwerte
Geophone haben Empfindlichkeiten um die {\displaystyle 30{\frac {V}{\frac {m}{s}}}} und können sehr rauscharm sein (besser als −180 dB (Geschwindigkeit) bei 10 Hz).